# Кызылкайын (Карагандинская область)
Кызылкайы́н (каз. Қызылқайың, до 2010 года — Березняки́) — село в Бухар-Жырауском районе Карагандинской области Казахстана, административный центр Кызылкайынского сельского округа. 

## География
Населённый пункт расположен на западе Бухар-Жырауского района, в 94 километрах (по автодороге) к западу от районного центра посёлка Ботакара, в 55 километрах к северо-западу от областного центра города Караганда. Соседние населённые пункты: Кызылжар в 5 километрах к западу, Тасаул в 5,3 километрах к северо-востоку, Ростовка в 5,5 километрах к северу. Транспортное сообщение осуществляется автомобильной дорогой областного значения КМ-19 «Темиртау—Чкалова—Кызылкайын км 0-19». Абсолютная высота центра населённого пункта — 483 метров над уровнем моря.

## История
Согласно областной энциклопедии Қарағанды. Қарағанды облысы, населённый пункт был основан в 1958 году. Совместным постановлением акимата Карагандинской области от 27 мая 2010 года № 15/02 и решение XХV сессии Карагандинского областного маслихата от 17 июня 2010 года № 311 «О переименовании некоторых аульных населенных пунктов и аульных округов Карагандинской области», село Березняки было переименовано в село Кызылкайын.

## Население
| Численность населения | Численность населения | Численность населения | Численность населения |
| 1989                  | 1999                  | 2009                  | 2021                  |
| --------------------- | --------------------- | --------------------- | --------------------- |
| 1317                  | ↘1095                 | ↘1015                 | ↘839                  |

национальный состав
Процентное соотношение численно-преобладающих национальностей села согласно переписи населения 1989 года:
| Национальность | Процентное соотношение |
| -------------- | ---------------------- |
| русские        | 43 %                   |
| немцы          | 21 %                   |
| другие         | 36 %                   |